# اطلاعات منبع‌باز
اطلاعات منبع‌باز یا هوشمندی منابع آشکار یا اطلاعات منبع آشکار (انگلیسی: Open-source intelligence) (اختصاری OSINT) داده‌هایی هستند که از منابع در دسترس همگانی گردآوری شده‌اند و در یک بافتار ارزیابی اطلاعات استفاده می‌شوند. گزاره «باز» در میان سازمان‌های اطلاعاتی به معنی آشکار و منابع در دسترس همگان است که در برابر منابع پنهان یا مخفیانه است. اطلاعات منبع آشکار ربطی به اطلاعات اشتراکی یا نرم‌افزار منبع آشکار ندارد.
سؤالی که دربارهٔ اطلاعاتی که جمع‌آوری می‌شوند وجود دارد، این است که چرا این داده‌ها اهمیت دارند؟ کاری که اوسینت یا اطلاعات منبع‌باز انجام می‌دهد این است که به این سؤال پاسخ داده و اطلاعات معناداری را دربارهٔ داده‌های جمع‌آوری شده ارائه می‌دهد.
همه ما از اطلاعات منبع‌باز استفاده می‌کنیم و احتمالاً حتی متوجه آن نیستیم. اکثر مردم، در فضای اینترنت نوعی ردپای دیجیتال از خود به جا می‌گذارند و با یک جستجوی ساده از نام یک شخص، بسیار سریع می‌توان اطلاعات مربوط به او را پیدا کرد. همین شکل ساده تحقیق در گوگل به نوعی استفاده از اوسینت محسوب می‌شود.
اطلاعات منبع‌باز با نام‌های مختلف برای صدها سال وجود داشته‌است. با آغاز عصر ارتباطات آنی و انتقال اطلاعات سریع، اطلاعات زیادی برای پیش‌بینی و کمک به اقدام از منابع غیر طبقه‌بندی شده و عمومی قابل کسب است.
یکی از عوامل زیرساختی مؤثر بر رواج کاربردهای هوشمندی منابع آشکار وجود اطلاعات قابل خوانده شدن توسط ماشین است، یعنی اطلاعات دستگاه‌های دولتی نباید به صورت پی‌دی‌اف منتشر شوند تا قابلیت استفاده مجدد در کارهای هوشمندی منابع آشکار را داشته باشند.

## مراحل اوسینت[۸]

### آماده‌سازی
آماده‌سازی زمانی است که نیازها و الزامات درخواست ارزیابی می‌شوند، مانند تعیین اهداف تکلیف و شناسایی بهترین منابع برای یافتن اطلاعاتی که به دنبال آن هستید.

### جمع‌آوری
مهم‌ترین مرحله جمع‌آوری داده‌ها و اطلاعات از منابع مرتبط با بیشترین تعداد ممکن است.

### پردازش
پردازش زمانی است که داده‌ها و اطلاعات جمع‌آوری شده سازماندهی می‌شوند.

### تجزیه و تحلیل و تولید
این مرحله مربوط به تفسیر اطلاعات جمع‌آوری‌شده برای درک آن است، یعنی شناسایی الگوها.

### انتشار
این مرحله مربوط به ارائه یافته‌های منبع آشکار، یعنی گزارش‌های مکتوب، جدول زمانی، توصیه‌ها و غیره است.

ابزارها
مرورگر وب یک ابزار قدرتمند OSINT است که دسترسی به وب‌سایت‌های متعدد و ابزارهای نرم‌افزاری منبع باز و اختصاصی را فراهم می‌کند که یا برای جمع‌آوری اطلاعات منبع باز ساخته شده‌اند یا می‌توانند برای اهداف جمع‌آوری اطلاعات منبع باز یا برای اهداف مورد استفاده قرار گیرند. تسهیل تجزیه و تحلیل و اعتبارسنجی برای ارائه اطلاعات.  یک صنعت کلبه‌ای متشکل از گروه‌های تحقیقاتی و آموزشی انتفاعی و غیرانتفاعی مانند Bellingcat، IntelTechniques SANS و دیگران، شاخص‌ها، کتاب‌ها، پادکست‌ها و مواد آموزشی ویدیویی را در مورد ابزارها و تکنیک‌های OSINT ارائه می‌کنند.  کتاب‌هایی مانند تکنیک‌های هوش منبع باز مایکل بازل به‌عنوان شاخص‌هایی برای منابع در حوزه‌های مختلف عمل می‌کنند، اما به گفته نویسنده، به دلیل تغییر سریع چشم‌انداز اطلاعات، برخی از ابزارها و تکنیک‌ها اغلب تغییر می‌کنند یا منسوخ می‌شوند، از این رو برای محققان OSINT ضروری است که مطالعه کنند. آموزش و بررسی چشم انداز منابع منبع به طور منظم.[20]  راهنمای Ryan Fedasiuk، تحلیلگر مرکز امنیت و فناوری های نوظهور، شش ابزاری را فهرست می کند که تحلیلگران منبع باز می توانند برای ایمن ماندن و استفاده از امنیت عملیاتی (OPSEC) هنگام انجام تحقیقات آنلاین از آنها استفاده کنند.  اینها عبارتند از VPN، صفحات وب ذخیره شده، خدمات آرشیو دیجیتال، URL و اسکنر فایل، برنامه های کاربردی مرورگر جعبه ایمنی، و نرم افزار آنتی ویروس.[21]
لیست های متعددی از محتوای OSINT انبوه در وب موجود است.  چارچوب OSINT شامل بیش از 30 دسته اصلی ابزار است و به عنوان یک پروژه منبع باز در GitHub نگهداری می شود.[22]

## تاریخچه
اقدامات OSINT در اواسط قرن 19 در ایالات متحده و اوایل قرن 20 در انگلستان ثبت شده است.[9]
OSINT در ایالات متحده منشأ خود را در سال 1941 ایجاد سرویس نظارت بر پخش خارجی (FBMS)، آژانسی که مسئول نظارت بر پخش برنامه های خارجی است، می باشد.  نمونه ای از کار آنها همبستگی تغییرات قیمت پرتقال در پاریس با بمباران موفقیت آمیز پل های راه آهن در طول جنگ جهانی دوم بود.[10]
کمیسیون آسپین-براون در سال 1996 اعلام کرد که دسترسی ایالات متحده به منابع باز "به شدت ناقص" است و این باید "اولویت اصلی" برای تامین مالی و توجه DCI باشد.[11]
در جولای 2004، پس از حملات 11 سپتامبر، کمیسیون 11 سپتامبر ایجاد یک آژانس اطلاعاتی منبع باز را توصیه کرد.[12]  در مارس 2005، کمیسیون اطلاعات عراق [13] ایجاد یک اداره متن باز در سیا را توصیه کرد.
پیرو این توصیه ها، در نوامبر 2005، مدیر اطلاعات ملی، ایجاد مرکز منبع باز DNI را اعلام کرد.  این مرکز برای جمع‌آوری اطلاعات موجود از «اینترنت، پایگاه‌های اطلاعاتی، مطبوعات، رادیو، تلویزیون، ویدئو، داده‌های مکانی، عکس‌ها و تصاویر تجاری» تأسیس شد. استفاده از این اطلاعات  این مرکز، سرویس اطلاعات پخش خارجی (FBIS) را که قبلاً موجود بود، جذب کرد، که در ابتدا در سال 1941 تأسیس شد و رئیس FBIS داگلاس ناکوین به عنوان مدیر مرکز معرفی شد.[15]  سپس، پس از وقایع 11 سپتامبر، اصلاحات اطلاعاتی و قانون پیشگیری از تروریسم، FBIS و سایر عناصر تحقیقاتی را در دفتر مدیر اطلاعات ملی ایجاد شرکت منبع باز ادغام کرد.
علاوه بر این، بخش خصوصی در ابزارهایی سرمایه گذاری کرده است که به جمع آوری و تجزیه و تحلیل OSINT کمک می کند.  به طور خاص، In-Q-Tel، یک آژانس اطلاعات مرکزی که از شرکت‌های سرمایه‌گذاری خطرپذیر در آرلینگتون، VA پشتیبانی می‌کند، به شرکت‌هایی کمک کرد تا ابزارهای تحلیل وب و نظارت بر وب را توسعه دهند.
در دسامبر 2005، مدیر اطلاعات ملی، الیوت ای. تصدی.[16]  آقای Jardines شرکت ملی منبع باز[17] را تأسیس کرده و دستورالعمل 301 جامعه اطلاعاتی را تدوین کرده است. در سال 2008، آقای Jardines به بخش خصوصی بازگشت و دن باتلر که ADDNI/OS است[18] و قبلاً آقای Jardines جانشین وی شد. مشاور ارشد سیاست.[19]

## هوشمندی زمین-مکانی
تصاویر ماهواره‌ای و نقشه‌های موجود در اینترنت یکی از راه‌های اطلاعات منبع‌باز یا اوسینت است که به آن ژئوئینت (به انگلیسی Geospatial Intelligence (GEOINT)) گفته می‌شود. ژئوئینت به عنوان هوشمندی زمین-مکانی نیز شناخته می‌شود. در این تاکتیک با بهره جستن از تصاویر به دست آمده به بررسی تغییرات ایجاد شده توسط انسان در آن مناطق پرداخته می‌شود و منبعی برای کسب اطلاعات از تصاویر جغرافیایی است.
اطلاعات مکانی ژئوئینت اطلاعاتی دربارهٔ فعالیت‌های انسانی بر روی زمین است که از بهره‌برداری و تجزیه و تحلیل تصاویر، سیگنال‌ها یا امضاها با اطلاعات مکانی به دست می‌آید. ژئوئینت ویژگی‌های فیزیکی و فعالیت‌های ارجاع‌شده جغرافیایی روی زمین را توصیف، ارزیابی و به صورت بصری به تصویر می‌کشد. این فناوری شامل تصاویر، هوش تصویری (IMINT) و اطلاعات مکانی است.
هوشمندی زمین-مکانی چندین رشته مانند نقشه‌برداری، ترسیم نمودار، تجزیه و تحلیل تصاویر و هوش تصویر را ترکیب می‌کند. اگرچه معمولاً با زمینه نظامی مرتبط است، اما واقعیت این است که سازمان‌های غیرنظامی و بخش خصوصی که در زمینه‌هایی مانند مخابرات، حمل‌ونقل، بهداشت و ایمنی عمومی و املاک و مستغلات کار می‌کنند، از هوش مکانی برای بهبود کیفیت زندگی روزمره استفاده می‌کنند.
اساس ژئوئینت سازماندهی و ترکیب تمام داده‌های موجود در اطراف موقعیت جغرافیایی خود بر روی زمین و سپس بهره‌برداری از آن به منظور تهیه محصولاتی است که به راحتی توسط برنامه‌ریزان، پاسخ‌دهندگان اضطراری و تصمیم گیرندگان قابل استفاده باشد.